# Isola Bližnij (Kraj di Krasnojarsk)
L'isola Bližnij (in russo Остров Ближний, ostrov Bližnij) è un'isola russa che fa parte dell'arcipelago di Severnaja Zemlja ed è bagnata dal mare di Laptev.
Amministrativamente fa parte del distretto di Tajmyr del Territorio di Krasnojarsk, nel Distretto Federale Siberiano.

## Geografia
L'isola (in russo bližnij significa "la più vicina") è situata 300 m a nord di capo Figurnyj (мыс Фигурный, mys Figurnyj) sulla costa settentrionale dell'isola della Rivoluzione d'Ottobre, a est del fiordo di Matusevič (фьорд Матусевича, f'ord Matuseviča) e all'estremità occidentale della baia delle Isole (бухта Островной, buchta Ostrovnoj). Nella baia si trovano anche l'isola Srednij 500 m a est e l'isola Kosistyj 2 km a sud-est.
Ha una forma irregolare con una larghezza che varia da 1,3 km a 1,8 km. Nella parte centrale è presente un piccolo rilievo di 47 m s.l.m.; non ci sono laghi o fiumi.